# Otton III (książę szczeciński)
Otton III (ur. 29 maja 1444, zm. 7 lub 8 września 1464 we Wkryujściu) – książę szczeciński w latach 1451–1464. Syn Joachima zwanego Młodszym, księcia szczecińskiego i Elżbiety, córki Jana „Alchemika”, margrabiego brandenburskiego i Barbary saskiej.

## Życie i panowanie
Początkowo, z uwagi na małoletność Ottona, faktyczną władzę w księstwie po śmierci Joachima Młodszego sprawowali prawdopodobnie Warcisław IX, książę wołogoski oraz matka, która pozostawała pod wpływem swego brata, elektora brandenburskiego Fryderyka II Żelaznego. Otton III po osiągnięciu wieku sprawnego, przejął władzę w księstwie w 1456. Faktem przemawiającym za tą datą, są zachowane dokumenty, które młody książę sygnował własną pieczęcią.
W 1460 miasta złożyły jemu hołd. Prawdopodobnie Otton III miał zapewnić późniejszemu margrabiemu Albrechtowi III, przejęcie władzy w księstwie szczecińskim, na wypadek bezpotomnej śmierci. Tenże udzielił Ottonowi pomocy w przejęciu dóbr po Eryku Pomorskim, księciu słupskim, o które spór toczył z Erykiem II. Otton III zajął wówczas zachodnią część księstwa słupskiego, tj. część ziem wołogoskich z Gryficami, Kamieniem, Stargardem, oraz Łobzem, Borkowem Wielkim, Płotami, Dobrą Nowogardzką i Nowogardem. Konflikt z Erykiem również obejmował kwestię gospodarczą, a szczególnie walkę o prymat w handlu morskim pomiędzy Szczecinem a Stargardem. Otton III opowiedział się wówczas za Szczecinem, a Eryk wspomagał do 1462 Stargard.
Nie zdążył się ożenić. Zmarł w wieku 20 lat we Wkryujściu (Ueckermünde) podczas epidemii, w trakcie której zmarli także jego dwaj przyrodni bracia, synowie Warcisława X, księcia bardowskiego, rugijskiego i wołogoskiego. Był ostatnim ze szczecińskiej linii Gryfitów.
Po jego śmierci, książęta z linii wołogoskiej prowadzili spór o sukcesję nad księstwem szczecińskim, do której roszczenia wysunął także Fryderyk II Żelazny. Tenże już 4 października 1464 tytułował się księciem szczecińskim, mimo że nad księstwem władzę przejęli Eryk II z Warcisławem X. Konflikt o sukcesję trwał z przerwami do 1479. Rezultatem zabiegów brandenburskich było włączenie części ziem księstwa do swoich domen, a książęta wołogoscy zmuszeni zostali do złożenia hołdu lennego.

## Genealogia
| Kazimierz V ur. ok. 1381 zm. w okr. 5 V–10 XII 1434 | Kazimierz V ur. ok. 1381 zm. w okr. 5 V–10 XII 1434 |                                                |                                                | Katarzyna brunszwicka ur. najwcz. 1389 zm. 1429 | Katarzyna brunszwicka ur. najwcz. 1389 zm. 1429 |  |  | Jan „Alchemik” ur. 1406 zm. 16 XI 1464 | Jan „Alchemik” ur. 1406 zm. 16 XI 1464 |                                        |                                        | Barbara saska ur. 1405 zm. 1465 | Barbara saska ur. 1405 zm. 1465 |
|                                                     |                                                     |                                                |                                                |                                                 |                                                 |  |  |                                        |                                        |                                        |                                        |                                 |                                 |
|                                                     |                                                     |                                                |                                                |                                                 |                                                 |  |  |                                        |                                        |                                        |                                        |                                 |                                 |
|                                                     |                                                     | Joachim Młodszy ur. najp. 1424 zm. p. 4 X 1451 | Joachim Młodszy ur. najp. 1424 zm. p. 4 X 1451 |                                                 |                                                 |  |  |                                        |                                        | Elżbieta ur. 1425 zm. przed 23 XI 1471 | Elżbieta ur. 1425 zm. przed 23 XI 1471 |                                 |                                 |
|                                                     |                                                     |                                                |                                                |                                                 |                                                 |  |  |                                        |                                        |                                        |                                        |                                 |                                 |
|                                                     |                                                     |                                                |                                                |                                                 |                                                 |  |  |                                        |                                        |                                        |                                        |                                 |                                 |
|                                                     |                                                     |                                                |                                                |                                                 |                                                 |  |  |                                        |                                        |                                        |                                        |                                 |                                 |

|  |  |  |  | Otton III (ur. 29 V 1444, zm. 7 lub 8 IX 1464) |

### Opracowania
- Kazimierz Kozłowski, Jerzy Podralski, Gryfici. Książęta Pomorza Zachodniego, Szczecin: Krajowa Agencja Wydawnicza, 1985, ISBN 83-03-00530-8, OCLC 189424372. Brak numerów stron w książce
- Edward Rymar, Rodowód książąt pomorskich, Szczecin: Książnica Pomorska im. Stanisława Staszica, 2005, ISBN 83-87879-50-9, OCLC 69296056. Brak numerów stron w książce
- Szymański J.W., Książęcy ród Gryfitów, Goleniów – Kielce 2006, ISBN 83-7273-224-8.

### Literatura dodatkowa (online)
- v. Bülow, Otto III., Herzog von Pommern-Stettin (niem.), [w:] NDB, ADB Deutsche Biographie (niem.), [dostęp 2012-04-30].
- Madsen U., Otto III. Herzog von Pommern-Stettin (niem.), [dostęp 2012-04-30].